# Зонинское сельское поселение
Зонинское се́льское поселе́ние — муниципальное образование в Шатойском районе Чеченской Республики Российской Федерации.
Административный центр — село Зоны.

## География
Находится на юге республики в Аргунском ущелье

## Население
| 2010 | 2012 | 2013 | 2014 | 2015 | 2016 | 2017 |
| ---- | ---- | ---- | ---- | ---- | ---- | ---- |
| 352  | ↗364 | ↗381 | ↗392 | ↗393 | ↗400 | ↗411 |
| 2018 | 2019 | 2020 | 2021 | 2023 | 2024 |      |
| ↗414 | ↗426 | ↗436 | ↗634 | ↗645 | ↗652 |      |

## Состав сельского поселения
| № | Населённый пункт | Тип населённого пункта       | Население |
| - | ---------------- | ---------------------------- | --------- |
| 1 | Зоны             | село, административный центр | ↗652      |